# Avenida Brasil (álbum)
Avenida Brasil é um álbum do pianista e compositor carioca Cristovão Bastos, lançado em 1996 pela Luminar Discos. Este foi o primeiro álbum solo do artista, com quase quarenta décadas de carreira.

## Faixas
| N.º            | Título                                         | Compositor(es)                              | Duração |  |
| 1.             | "Tudo Se Transformou" (com Jase Basso)         | Paulinho da Viola                           | 6:03    |  |
| 2.             | "Os Três Chorões" (com Jase Basso)             | Cristovão Bastos                            | 4:45    |  |
| 3.             | "Pianinho" (com Jase Basso)                    | Aldir Blanc / Edu Lobo                      | 4:34    |  |
| 4.             | "Avenida Brasil" (com Jase Basso)              | Cristovão Bastos                            | 4:51    |  |
| 5.             | "Mandacaru - Sertão do Caicó" (com Jase Basso) | Cristovão Bastos                            | 6:20    |  |
| 6.             | "Um Choro pro Valdir" (com Jase Basso)         | Cristovão Bastos / Paulinho da Viola        | 5:11    |  |
| 7.             | "Rumo Zona Oeste" (com Jase Basso)             | Cristovão Bastos                            | 5:45    |  |
| 8.             | "Round Midnight" (com Jase Basso)              | Bernie Hanighen / T. Monk / Cootie Williams | 6:10    |  |
| 9.             | "Mistura a Manda" (com Jase Basso)             | Nelson Alves                                | 3:43    |  |
| 10.            | "Todo Sentimento" (com Jase Basso)             | Chico Buarque / Cristovão Bastos            | 3:31    |  |
| Duração total: | Duração total:                                 | Duração total:                              | 50:53   |  |